# Thomas E. Starzl
Thomas Earl Starzl (* 11. März 1926 in Le Mars, Iowa; † 4. März 2017 in Pittsburgh, Pennsylvania) war ein US-amerikanischer Chirurg deutsch-irischer Abstammung und ein Pionier der Transplantationsmedizin. 1963 führte Starzl die weltweit erste und 1967 die erstmals erfolgreiche Lebertransplantation durch.

## Leben
Thomas E. Starzl kam als Sohn des Zeitungsredakteurs und Science-Fiction-Autors Roman Frederick Starzl (1899–1976) und dessen Frau Anna Laura Starzl (geborene Fitzgerald, 1900–1947) in der Kleinstadt Le Mars im Mittleren Westen der USA zur Welt. Seine ursprüngliche Absicht, Priester zu werden, gab er auf, als seine Mutter an Brustkrebs starb. Stattdessen studierte er zunächst Biologie am Westminster College in Fulton, Missouri, wo er als Bachelor of Science graduierte. Anschließend ging er an die Northwestern University in Chicago, wo er 1950 seinen Master of Science im Fachgebiet Anatomie und 1952 seinen Ph. D. und seinen M.D. in der Neurophysiologie erhielt.
Durch seine Arbeiten an der Northwestern University, der University of Colorado in Denver und ab 1981 an der University of Pittsburgh wurde Starzl zu einem international anerkannten Experten der Transplantationsmedizin. Starzl führte zahlreiche Operationstechniken ein, die das Langzeitüberleben der Patienten deutlich verbesserten. 1963 nahm er die weltweit erste Lebertransplantation vor. Der Patient, ein dreijähriger Junge mit Gallengangatresie (angeborenes Fehlen der Gallengänge mit intrahepatischem Rückstau der Galle), verstarb jedoch während der Operation an Blutverlust infolge unkontrollierbarer Koagulopathie (Gerinnungsstörungen). Erst 1967 gelang ihm die erste wirklich erfolgreiche Transplantation mit einer Überlebensdauer des Patienten von mehr als einem Jahr. Darüber hinaus trug Starzl entscheidend zum Erkenntnisgewinn über Techniken zur Organentnahme und -lagerung, über Kriterien zur Auswahl geeigneter Transplantatempfänger und insbesondere über die Verwendung von Immunsuppressiva zur Vermeidung von Abstoßungsreaktionen bei. Auf Starzls Arbeiten geht die heute in der Transplantationsmedizin etablierte Anwendung der Substanzen Ciclosporin, Tacrolimus und Sirolimus zurück. 1999 war Starzl laut Institute for Scientific Information der meistzitierte Autor medizinischer Publikationen.

## Auszeichnungen (Auswahl)
- 1971: Aufnahme in die American Academy of Arts and Sciences
- 1992: Aufnahme in die Académie nationale de médecine[1]
- 1992: Medawar Prize
- 1999: Aufnahme in die American Philosophical Society
- 2001: König-Faisal-Preis für Medizin
- 2006: National Medal of Science[2]
- 2009: Gustav O. Lienhard Award for Advancement of Health Care
- 2012: Lasker~DeBakey Clinical Medical Research Award
- 2014: Aufnahme in die National Academy of Sciences[3]
- 2016: Benjamin Franklin Medal der American Philosophical Society
- 26 Ehrendoktorate[1]

## Schriften (Auswahl)
- mit T. L. Marchioro, K. N. Vonkaulla, G. Hermann, R. S. Brittain und W. R. Waddell: Homotransplantation of the liver in humans. In: Surgery, Gynecology & Obstetrics. Band 117, Dezember 1963, S. 659–676, ISSN 0039-6087. PMID 14100514. PMC 2634660 (freier Volltext).
- mit S. Iwatsuki, D. H. Van Thiel, J. C. Gartner, B. J. Zitelli, J. J. Malatack, R. R. Schade, B. W. Shaw, T. R. Hakala, J. T. Rosenthal und K. A. Porter: Evolution of liver transplantation. In: Hepatology (Baltimore, Md.). Band 2, Nummer 5, 1982 Sep-Oct, S. 614–636, ISSN 0270-9139. PMID 6749635. PMC 2972731 (freier Volltext). (Review).
- mit S. Iwatsuki, C. O. Esquivel, S. Todo, I. Kam, S. Lynch, R. D. Gordon und B. W. Shaw: Refinements in the surgical technique of liver transplantation. In: Seminars in Liver Disease. Band 5, Nummer 4, November 1985, S. 349–356, ISSN 0272-8087. doi:10.1055/s-2008-1040632. PMID 3909429. PMC 3075625 (freier Volltext).
- mit S. Todo, J. Fung, A. J. Demetris, R. Venkataramman und A. Jain: FK 506 for liver, kidney, and pancreas transplantation. In: The Lancet. Band 2, Nummer 8670, Oktober 1989, S. 1000–1004, ISSN 0140-6736. PMID 2478846. PMC 2966318 (freier Volltext).